# Грачи (Балаковский район)
Грачи — поселок в Балаковском районе Саратовской области России. Входит в состав Натальинского муниципального образования.

## География
Расположен в 40 км от административного центра муниципалитета с. Натальино и в 46 км от районного центра г. Балаково.

## История
Поселок возник в связи со строительством 1-й очереди нефтеперекачивающей станции «Грачи» в 1954 году.

## Население
| 2002 | 2010 |
| ---- | ---- |
| 383  | ↘335 |